# Садки (Кировоградская область)
Садки (укр. Садки) — село в Устиновской поселковой общине Кропивницкого района Кировоградской области Украины.

## История
В 1946 году в состав села Садки было включено соседнее село Сагайдак (в прошлом — еврейская земледельческая колония).
Население по переписи 2001 года составляло 414 человек. Почтовый индекс — 28630. Телефонный код — 5239. Код КОАТУУ — 3525886705.
До 2020 года село входило в Устиновский район
Численность населения села на 1 апреля 2025 года составляла 185 человек. 